# ميغيل لانغ
ميغيل لانغ (بالإسبانية: Miguel Lang)‏ هو سباح إسباني، ولد في 13 نوفمبر 1956 في لاس بالماس دي غران كناريا في إسبانيا.

## وصلات خارجية
- ميغيل لانغ على موقع الاتحاد الدولي للسباحة (الإنجليزية)
- ميغيل لانغ على موقع اللجنة الأولمبية الدولية (الإنجليزية)
- ميغيل لانغ على موقع أوليمبيديا (الإنجليزية)
- ميغيل لانغ على موقع اللجنة الأولمبية الإسبانية (الإسبانية)